# Pearsonia madagascariensis
Pearsonia madagascariensis är en ärtväxtart som först beskrevs av René Viguier, och fick sitt nu gällande namn av Roger Marcus Polhill. Pearsonia madagascariensis ingår i släktet Pearsonia och familjen ärtväxter. Inga underarter finns listade i Catalogue of Life.